# Jean-Raymond Guyon
Pour les articles homonymes, voir Jean Guyon.
Jean-Raymond Guyon, né le 2 avril 1900 à Libourne (Gironde) et mort le 26 mars 1961 à Tonneins (Lot-et-Garonne), est un homme politique et économiste français.

## Biographie
Fils d'un petit commerçant, il est passé par l'école normale, exerce brièvement comme instituteur, puis devient représentant en vin avant de mener une carrière de fonctionnaire dans l'administration des contributions indirectes à partir de 1926.
Engagé dans l'action militante dans sa jeunesse, il adhère à la SFIO en 1920, et participe activement à la reconstruction de sa fédération socialiste après la scission des néos en 1934.
Il obtient son premier mandat électif en 1935, lorsqu'il est élu maire-ajoint de Libourne. Candidat malheureux aux législatives de 1936, il est, l'année suivante, élu conseiller général (canton de Sainte-Foy-la-Grande), mandat qu'il retrouve après la guerre.
Socialiste, franc-maçon, responsable de la Ligue des droits de l'Homme, il est révoqué par le régime de Vichy, entre en résistance et participe aux maquis de la Vienne au sein du mouvement Libération-Nord, puis des Pyrénées. Son activité dans la résistance lui vaut par la suite d'être décoré de la Légion d'honneur.
Élu député socialiste de la Gironde en octobre 1945, il est réélu lors du scrutin suivant. Il obtient un portefeuille ministériel, le sous-secrétariat d’État aux Finances dans l'éphémère gouvernement Blum (décembre 1946-janvier 1947), et entre au conseil municipal de Bordeaux lors des élections de 1947.
Il est ensuite président de la commission des Finances de l'Assemblée nationale, à partir de 1948, avant d'être battu aux élections de 1951. Sa liste, arrivée en tête avec 27 % des voix fait en effet les frais du système des apparentements.
Réélu conseiller municipal de Bordeaux en 1953, il retrouve le Palais-Bourbon en 1956, puis exerce les fonctions de secrétaire d’État au Budget de juin 1957 à avril 1958.
Il est aussi, durant cette période, président du Conseil supérieur des alcools, puissant lobby associant betteraviers et viticulteurs.
En 1958, il est battu aux législatives par le gaulliste Robert Boulin, mais emporte, quelques mois plus tard, les municipales à Floirac, dont il est élu maire.
Il meurt brutalement, d'une congestion cérébrale, à l'issue de la réunion du congrès socialiste du Lot-et-Garonne, dont il était président de séance. Il est enterré au cimetière de la Paillette de Libourne.

## Mandats nationaux
- Député SFIO de la Gironde de 1945 à 1951 et de 1956 à 1958
- Président de la commission des Finances de l'Assemblée nationale de 1947 à 1951

## Fonctions gouvernementales
- Secrétaire d'État aux Finances du 16 décembre 1946 au 22 janvier 1947 dans le gouvernement de Léon Blum
- Secrétaire d'État au Budget du 17 juin 1957 au 14 mai 1958 dans les gouvernements de Maurice Bourgès-Maunoury puis de Félix Gaillard

## Mandats locaux
- Adjoint au maire puis conseiller municipal de la ville de Libourne de 1935 à 1941
- Conseiller général élu dans le canton de Sainte-Foy-la-Grande (Gironde) de 1937 à 1961
- Maire de Floirac de 1959 à 1961

## Distinctions
- Officier de la Légion d'honneur
- Croix de guerre 1939-1945
- Chevalier de l'ordre du Mérite agricole[2]

## Hommages
À Sainte-Foy-la-Grande (Gironde), les allées de Coblenz ont été renommées « allée Jean-Raymond-Guyon », tandis que dans la commune voisine de Pineuilh, une avenue est baptisée en son nom.
À Cenon, en Gironde, une rue et un arrêt de bus (ligne 27 du réseau TBM) portent son nom.